# Tweede Kamerverkiezingen 1982/Kandidatenlijst/NVU
Dit is de kandidatenlijst voor de Tweede Kamerverkiezingen 1982 van de Nederlandse Volks-Unie (NVU). De partij deed alleen mee in de kieskringen VI ('s-Gravenhage) en IX (Amsterdam).

## De lijst
| Posities (per lijst) | Posities (per lijst) | Naam                | Stemmen- aantallen (per lijst) | Stemmen- aantallen (per lijst) |
| VI                   | IX                   | Naam                | VI                             | IX                             |
| -------------------- | -------------------- | ------------------- | ------------------------------ | ------------------------------ |
| 1                    | 2                    | Marcel Keizer       | 596                            | 8                              |
| 2                    | 1                    | J.W. van der Meulen | 5                              | 926                            |
| 3                    |                      | J. Groen            | 6                              |                                |
|                      | 3                    | Maaike de Vos       |                                | 14                             |
| 4                    | 4                    | Dick Hartman        | 13                             | 3                              |
|                      | 5                    | A.J. van Vonderen   |                                | 8                              |
| 5                    | 6                    | Hans Mulder         | 17                             | 12                             |
| 6                    |                      | Harry Leenards      | 24                             |                                |

CDA · PvdA · VVD · D'66 · PSP · CPN · SGP · PPR · RPF · GPV · Rechtse Volkspartij · Centrumpartij · EVP · NVU · Kleine Partij · God Met Ons · PPBMWM · SP · DS'70 · RKPN
1977 · 1981 · 1982